# Order Czerwonego Sztandaru
Order Czerwonego Sztandaru (ros. Орден Красного Знамени) – pierwszy radziecki order.
Został ustanowiony dekretem Wszechrosyjskiego Centralnego Komitetu Wykonawczego 16 września 1918 roku jako odznaczenie Rosyjskiej Federacyjnej Socjalistycznej Republiki Radzieckiej, a dekretem Centralnego Komitetu Wykonawczego Związku Radzieckiego z 1 sierpnia 1924 roku został uznany za odznaczenie bojowe całego ZSRR. 11 stycznia 1932 roku uzyskał statut (później dwukrotnie zmieniany – 19 czerwca 1943 i 16 grudnia 1947 roku).

## Zasady nadawania
Zgodnie ze statutem order ten nadawano osobom wojskowym i innym obywatelom za wyjątkowe poświęcenie, męstwo i odwagę na polu walki oraz jednostkom i związkom taktycznym za wybitne zasługi wojenne.
Orderem Czerwonego Sztandaru odznaczano przede wszystkim za:
- czyny bohaterskie dokonane w warunkach bojowych przez pojedyncze osoby;
- wybitne dowodzenie wojskami na polu walki;
- bardzo dobre wykonywanie zadań na polu walki przez jednostki oraz związki taktyczne, których zwycięskie działania wpłynęły decydująco na przebieg bitwy lub operacji.

Orderem tym jako pierwszy został odznaczony działacz partii komunistycznej i dowódca południowo–uralskiego zgrupowania partyzanckiego w czasie wojny domowej w Rosji, późniejszy Marszałek ZSRR, Wasilij Blücher. Pierwsze ordery zostały wręczone dopiero w 1919 roku, ponieważ pierwsza wersja orderu wykonana w ilości 150 sztuk, pod koniec 1918 roku, z miedzi i posrebrzana, nie została zaakceptowana z powodu jej niskiej jakości wykonania.
W sumie za okres wojny domowej w ZSRR odznaczono ponad 14 900 osób.

Orderem tym uhonorowano także miasta, jako pierwszy nagrodzono Piotrogród.
Za waleczność, męstwo, odwagę i umiejętność dowodzenia wojskami w czasie II wojny światowej (1941–1945), a także rozwój Radzieckich Sił Zbrojnych i umacnianie obronności kraju w czasie pokoju, nagrodzono wielu dowódców i żołnierzy. Wielu odznaczono wielokrotnie, m.in. sześciokrotnie Marszałka Związku Radzieckiego Siemiona Budionnego oraz Marszałka Polski i Marszałka Związku Radzieckiego Konstantego Rokossowskiego; odznaczano również żołnierzy innych wojsk np. gen. armii Wojciecha Jaruzelskiego. W 1968 roku orderem odznaczono grupę generałów ludowego Wojska Polskiego. Łącznie do 1980 roku order otrzymało ok. 600 tys. osób.
8 kwietnia 1920 roku wprowadzono nowy rodzaj nagrody honorowej dla wysokich dowódców: broń osobistą z przytwierdzonym do niej Orderem Czerwonego Sztandaru. Nagrodą tą była szabla (szaszka), a w przypadku marynarzy kordzik. Dekret nie przewidywał nagradzania bronią palną. 5 stycznia 1921 nagroda zyskała kolejny stopień, pistolet, dla tych, którzy wcześniej byli nagrodzeni szablą lub kordzikiem. Szablę za wojnę domową w ZSRR otrzymało 21 osób m.in.: Siergiej Kamieniew – głównodowodzący siłami zbrojnymi Rosyjskiej Federacyjnej Republiki Radzieckiej, Wasilij Szorin – dowódca 2 Armii Frontu Wschodniego, Siemion Budionny, Michaił Tuchaczewski, Ijeronim Uborewicz, Siemion Timoszenko, Michaił Frunze, Klimient Woroszyłow. Dwie osoby (Siergiej Kamieniew i Siemion Budionny) zostały nagrodzone powtórnie, tym razem pistoletem Mauser C96. Łącznie wręczono 21 szabel i 2 pistolety. Żaden kordzik nie został nadany. Ostatnie nagrodzenie bronią osobistą na której przytwierdzono Order Czerwonego Sztandaru odbyło się w 1930 roku.
Polskie jednostki wojskowe odznaczone orderem:
- 1 Drezdeński Korpus Pancerny
- 1 Warszawska Dywizja Piechoty im. Tadeusza Kościuszki
- 2 Warszawska Dywizja Piechoty im. Romualda Traugutta
- 4 Pomorska Dywizja Piechoty im. Jana Kilińskiego
- 7 Łużycka Dywizja Piechoty
- 9 Drezdeńska Dywizja Piechoty
- 1 Warszawska Brygada Artylerii Ciężkiej im. gen. Józefa Bema
- 1 Warszawska Brygada Pancerna im. Bohaterów Westerplatte
- 2 Warszawska Brygada Saperów

## Opis odznaki

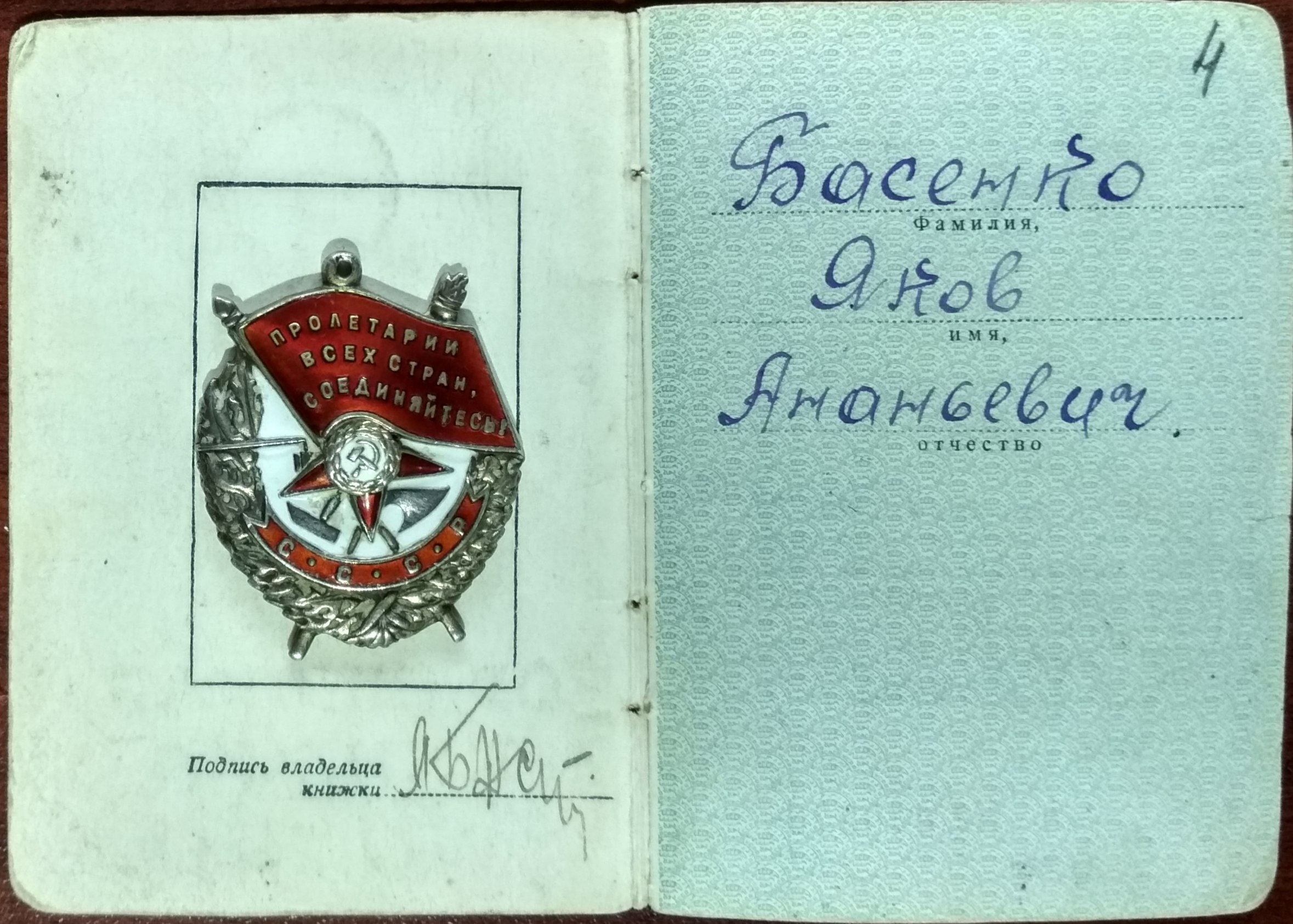
Legitymacja Orderu Czerwonego Sztandaru

Odznaka orderu przedstawia dębowy wieniec, w którego górnej części umieszczony został rozwinięty czerwony sztandar z napisem Пролетарии всех стран, соединяйтесь (Proletariusze wszystkich krajów, łączcie się!). W centrum na tle czerwonej gwiazdy z sierpem i młotem znajdują się skrzyżowane: pochodnia, karabin, młot i pług, w dolnej części wieńca jest umieszczony napis CCCP (ZSRR) na czerwonej emalii. 
Wstążka do orderu jest w kolorze czerwonym z szerokim białym paskiem pośrodku i dwoma białymi wąskimi paskami po bokach. 
Order do 1943 roku noszony był w formie odznaki przykręcanej do munduru. W okresie od 1919 do 1933 napis na dole brzmiał РСФСР  (RFSRR), pomimo faktu, że od 1924 był on już nadawany jako odznaczenie całego ZSRR, a nie wyłącznie Rosyjskiej FSRR. Ordery z napisem CCCP (ZSRR) zaczęto bić dopiero w 1932, a wręczać od 1933 roku. Od 1943 order był noszony na wstążce opiętej na pięciokątnej metalowej blaszce. Order nosi się na lewej stronie piersi, w kolejności po Orderze Rewolucji Październikowej.